# 六道絵

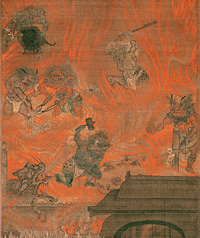
最も著名な聖衆来迎寺本『六道絵』より、「阿鼻地獄」

六道絵（ろくどうえ）は、仏教で説く六道（地獄道、餓鬼道、畜生道、阿修羅道、人道、天道）の世界を絵画化した仏画。地獄変相の1つ。

## 概説

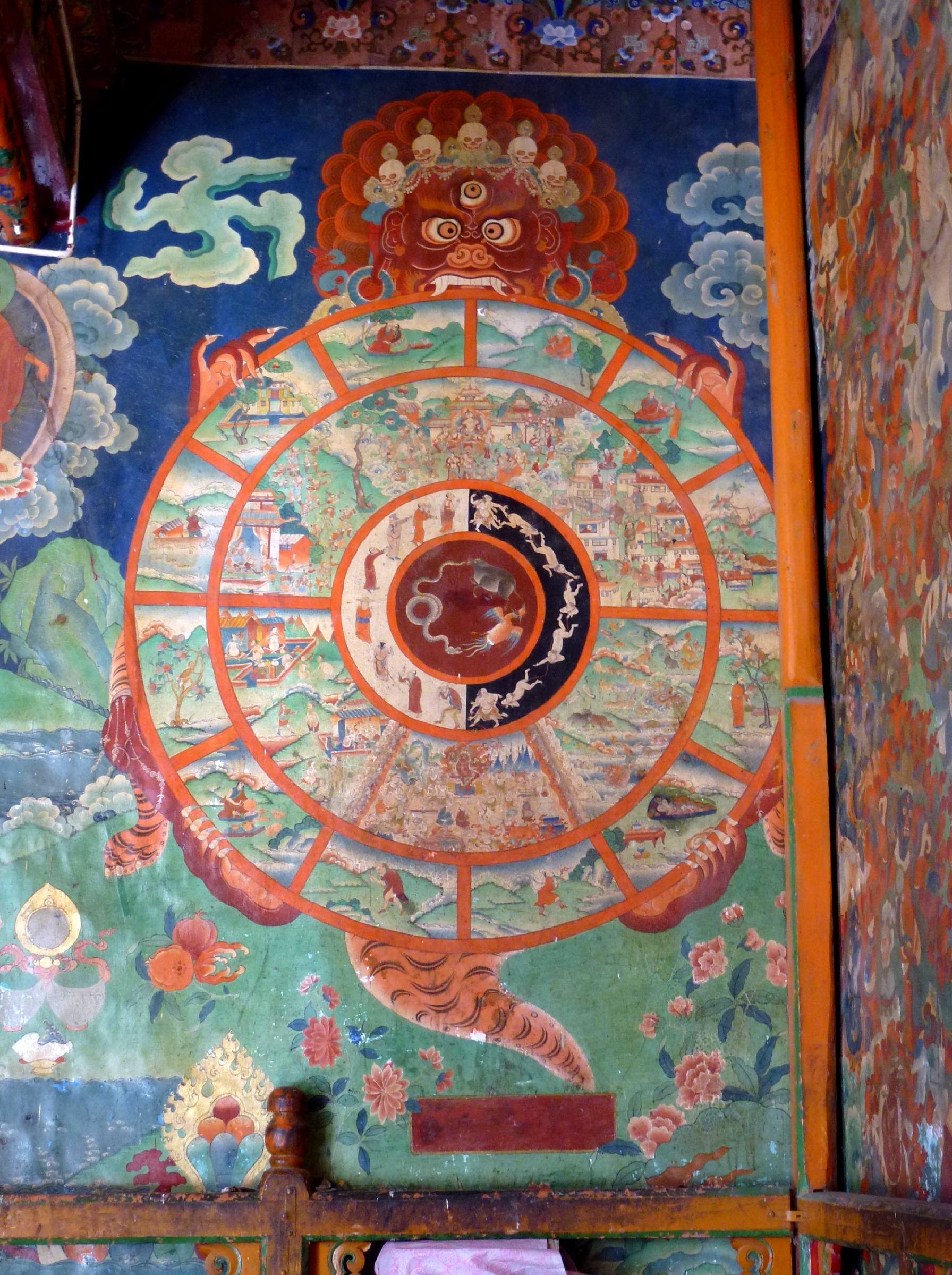
「六道輪廻図」、中華人民共和国西蔵自治区ラサ市のセラ寺

六道絵の原形はインドにあり、アジャンター石窟群第17窟の「五趣生死輪」がその例とされる。この種の六道絵は西域を経て中国に達したと考えられている。西域ではトルファン近郊のベゼクリク千仏洞（中華人民共和国新疆ウイグル自治区）の壁画中に「六道輪廻図」がある。
日本では浄土教が広まった平安時代以降、大衆教化の役割を兼ねて多数制作された。
源信の『往生要集』（985年）は、仏教信仰の面のみならず、日本の文学や造形芸術にも多大な影響を与え、同書の「厭離穢土」（おんりえど）の記述に基づく六道絵が制作されるようになった。平安時代の作例は記録のうえでは多数みられるが、現存するものは少ない。鎌倉時代になると滋賀・聖衆来迎寺の『六道絵』（15幅）は『往生要集』「厭離穢土」に基づく絵画作品として著名である。承久本『北野天神縁起絵巻』（北野天満宮蔵）には僧・日蔵の六道巡りの説話が絵画化されている。鎌倉時代の六道絵には、六道の描写に加えて、目蓮救母説話のような地獄救済説話や、地蔵十王図を組み合わせたものがみられる。京都・禅林寺の『十界図』（2幅）、兵庫・極楽寺の『六道図』（3幅）などはその例である。室町時代には十界（六道に声聞界・縁覚界・菩薩界・仏界を加えたもの）と当麻曼荼羅信仰が融合した當麻寺奥院の『十界図』（六曲屏風一双）のような作品もつくられた。

## 作例

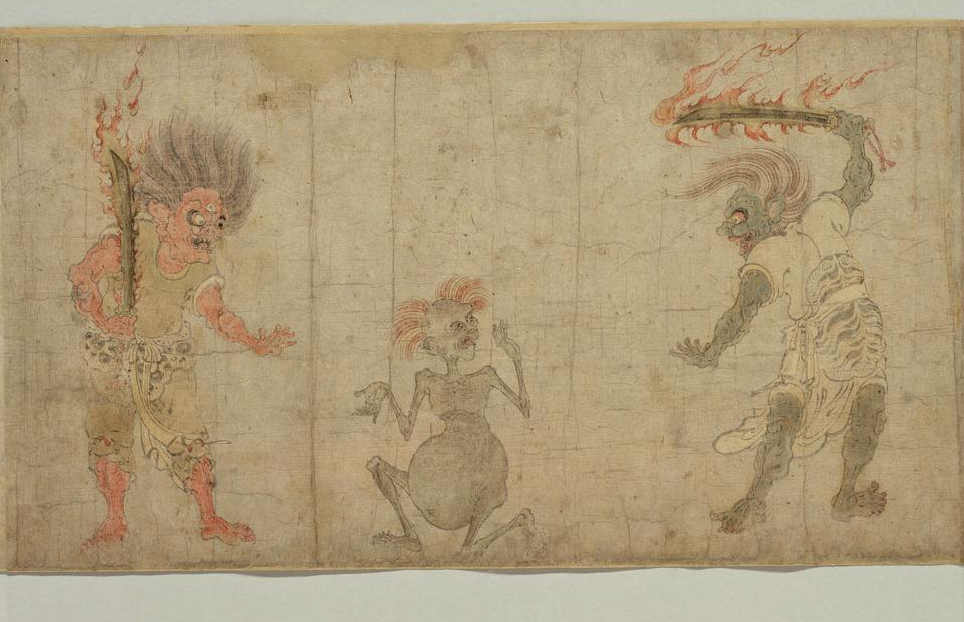
「餓鬼草紙」の一場面

- 蓮華王院（三十三間堂、京都市東山区）宝蔵に納められた六道絵巻 - 「地獄草紙」・「餓鬼草紙」・「病草紙」などがこれに含まれるといわれる
- 聖衆来迎寺（大津市）本『六道絵』 - 15幅、縦155．5cm×横68.0cm、絹本著色、鎌倉時代、国宝
  - 浄光寺（滋賀県愛荘町安孫子）に江戸時代の写本、15幅
- 禅林寺（京都市東山区）本『十界図』- 双幅、絹本著色、鎌倉時代、重要文化財
- 極楽寺（兵庫県多可町）本『六道図』 - 3幅、縦140.0～141.2cm×横120.8～124.5cm、絹本著色、鎌倉時代、重要文化財[5][6]
- 新知恩院（大津市）本『六道絵』 - 6幅、104×47cm、絹本著色、中国・南宋時代、重要文化財[7][8]
- 當麻寺奥院（奈良県葛城市）の『十界図』 - 六曲屏風一双、重要文化財
- 水尾（大阪府茨木市水尾地区の弥勒堂）本『六道十王図』2幅[9]
- 出光美術館本『六道絵』
- 西福寺（京都市東山区）の地獄絵
- 正福寺（鳥取県境港市）蔵 - 4枚、市指定有形民族文化財　漫画家水木しげるの妖怪画の原点とされる[10]